# Macrozamia
Macrozamia Miq., 1842  è un genere della famiglia delle Zamiaceae, comprendente circa 40 specie di cicadi endemiche dell'Australia, comunemente denominate burrawang nella lingua degli aborigeni australiani.

## Distribuzione
La maggior parte delle specie si trova in Australia orientale, nel Queensland sud-orientale e nel Nuovo Galles del Sud; una specie è diffusa nei Territori del Nord e tre in Australia occidentale.

## Tassonomia
Il genere Macrozamia comprende le seguenti specie:
- Macrozamia cardiacensis P.I. Forst. & D.L. Jones
- Macrozamia communis L.A.S. Johnson
- Macrozamia concinna D.L. Jones
- Macrozamia conferta D.L. Jones & P.I. Forst.
- Macrozamia cranei D.L. Jones & P.I. Forst.
- Macrozamia crassifolia P.I. Forst. & D.L. Jones
- Macrozamia diplomera (F. Muell.) L.A.S. Johnson
- Macrozamia douglasii W. Hill ex F.M. Bailey
- Macrozamia dyeri (F. Muell.) C.A. Gardner
- Macrozamia elegans K.D. Hill & D.L. Jones
- Macrozamia fawcettii C. Moore
- Macrozamia fearnsidei D.L. Jones
- Macrozamia flexuosa C. Moore
- Macrozamia fraseri Miq.
- Macrozamia glaucophylla D.L. Jones
- Macrozamia heteromera C. Moore
- Macrozamia humilis D.L. Jones
- Macrozamia johnsonii D.L. Jones & K.D. Hill
- Macrozamia lomandroides D.L. Jones
- Macrozamia longispina P.I. Forst. & D.L. Jones
- Macrozamia lucida L.A.S. Johnson
- Macrozamia macdonnellii (F. Muell. ex Miq.) A. DC.
- Macrozamia miquelii (F. Muell.) A. DC.
- Macrozamia montana K.D. Hill
- Macrozamia moorei F. Muell.
- Macrozamia mountperriensis F.M. Bailey
- Macrozamia occidua D.L. Jones & P.I. Forst.
- Macrozamia parcifolia P.I. Forst. & D.L. Jones
- Macrozamia pauli-guilielmi W. Hill & F. Muell.
- Macrozamia platyrachis F.M. Bailey
- Macrozamia plurinervia (L.A.S. Johnson) D.L. Jones
- Macrozamia polymorpha D.L. Jones
- Macrozamia reducta K.D. Hill & D.L. Jones
- Macrozamia riedlei (Gaudich.) C.A. Gardner
- Macrozamia secunda C. Moore
- Macrozamia serpentina D.L. Jones & P.I. Forst.
- Macrozamia spiralis (Salisb.) Miq.
- Macrozamia stenomera L.A.S. Johnson
- Macrozamia viridis D.L. Jones & P.I. Forst.